# Koukou-Angarana
Koukou-Angarana  (in arabo كوكو أنغرانا) è un comune del Ciad situato nel dipartimento di Koukou-Angarana, provincia del Sila.
È capoluogo del dipartimento.